# Dwuczynnikowa teoria Herzberga
Dwuczynnikowa teoria Herzberga – koncepcja Fredericka Irvinga Herzberga wyjaśniająca przyczyny odczuwania zadowolenia z pracy.

## Opis teorii
W roku 1959 Herzberg, Mausner i Snyderman przeprowadzili badanie oparte na metodzie krytycznych zdarzeń. Na podstawie wywiadów z grupą inżynierów i księgowych z Pittsburgha dotyczących opisu okoliczności wzbudzających pozytywne lub negatywne odczucia względem pracy Herzberg uznał, że istnieją dwa jakościowo różne czynniki, odpowiadające za pozytywne lub negatywne nastawienie do pracy. Czynniki powodujące zadowolenie z pracy to motywatory, a prowadzące do niezadowolenia z pracy określane są mianem czynników higieny. Do motywatorów zalicza się m.in. uznanie i odpowiedzialność, a do czynników higieny: relacje z przełożonymi, wynagrodzenie i warunki pracy.
Dwuczynnikowa teoria zakłada, że odczuwanie satysfakcji z pracy nie powstaje na drodze usunięcia źródeł niezadowolenia, ponieważ samo usunięcie czynników powodujących negatywny stosunek do pracy nie jest uwarunkowaniem pozytywnej postawy wobec wykonywanego zajęcia, a jedynie zniwelowaniem negatywnych odczuć. A więc w tym ujęciu odczuwanie przez pracownika satysfakcji zawodowej zależy od manipulowania motywatorami, a nie czynnikami higieny. Koncepcja ta zakłada także, że podwyższanie satysfakcji z pracy u podwładnych musi być poprzedzone dobrą znajomością motywatorów.

## Krytyka teorii
Współcześnie większość autorów kwestionuje teorię Herzberga, bowiem weryfikacja tego ujęcia teoretycznego na drodze prób empirycznych udowodniła, że pierwotne rezultaty są niemożliwe do powtórzenia w sytuacji, w której zastosowana zostanie inna metoda pozyskiwania danych bądź odmienny dobór grupy pracowników. Zarzuty wobec dwuczynnikowej teorii zadowolenia z pracy Herzberga stawiano także wcześniej, zarzucając jej niejasność i małą precyzyjność (King, 1970) oraz zawężenie grupy odniesienia tylko do pracowników umysłowych (Murrell, 1976).